# European Graduate School
A European Graduate School (EGS) é um  estabelecimento de ensino superior fundado em 1994, em Saas Fee, Valais, Suíça, num vale cercado por  montanhas de mais de 4000 m de altura. Seu  nome em alemão é Europäische Universität für Interdisziplinäre Studien (EUFIS).
A EGS é mantida por uma organização sem fins lucrativos - a European Foundation of Interdisciplinary Studies. É administrada por um conselho que inclui um representante do ministério da educação do cantão de Valais, além de representantes da Hochschule für Musik und Theater Hamburg, da Appalachian State University, em Boone, e do California Institute of Integral Studies em San Francisco,.
Pensadores prestigiosos como Alain Badiou, Jean-Luc Nancy e Giorgio Agamben lecionam regularmente na EGS, além de cineastas como Claire Denis, Claude Lanzmann e Agnès Varda, entre outros.
A European Graduate School expede diplomas acreditados de educação superior (mestrado e doutorado) nas áreas de "Communicação e mídia" e "Arte, saúde e sociedade".
As aulas são ministradas em inglês.

## Docentes famosos
- Chantal Akerman[11][12][13][14] cineasta belga.
- Giorgio Agamben[8] [14][15][16] filósofo italiano
- Pierre Alferi,[17] romancista, ensaísta, poeta, cineasta francês
- Hubertus von Amelunxen[18][19],[20] diretor geral da École européenne supérieure de l’image (Angoulême e Poitiers)
- Pierre Aubenque, filósofo francês
- Alain Badiou[5][6][14][16][21][22][23][24][25][26],[27] filósofo francês
- Judith Balso[28][29],[30] professora de poesia e escritora francesa
- Lewis Baltz,[31] fotógrafo
- Jean Baudrillard,[13][14][32][33][34][35] sociólogo, filósofo  francês
- Philippe Beck,[36] poeta e escritor francês
- Yve-Alain Bois[14],[37] historiador e crítico de arte moderna
- Catherine Breillat[38],[39] romancista, cineasta, roteirista francês
- Victor Burgin[13][14][40][41],[42] artista e escritor
- Judith Butler[14][43][44][45][46],[47] filósofa feminista americana
- Eduardo Cadava,[48] crítico litário e crítico da filosofia
- Sophie Calle, artista plástica,fotógrafa, escritora e cineasta francesa
- Hélène Cixous[49],[50] escritora francesa
- Simon Critchley[51],[52] filósofo
- Alessandro De Francesco[53],[54] escritor, artista e teórico italiano
- Manuel de Landa,[55] filósofo, escritor e artista americano
- Claire Denis[49][56],[57] roteirista e realizadora francesa
- Jacques Derrida,[58] filósofo  francês
- Suzanne Doppelt,[59] escritora, fotógrafa e fotógrafa francesa
- Bracha L. Ettinger,[60] artista
- Mike Figgis,[61] realizador, roteirista, compositor, produtor e ator britânico
- Christopher Fynsk,[62] professor de literatura comparada e diretor do Centro para o Pensamento Moderno da Universidade de Aberdeen
- Heiner Goebbels,[63] compositor e  realizador alemão
- Antony Gormley,[64] escultor inglês
- Peter Greenaway,[65] cineasta inglês
- Werner Hamacher,[66] filósofo  alemão
- Michael Hardt[67][68],[69] crítico literário e teórico político
- Martin Hielscher,[70] tradutor, escritor e crítico literário alemão
- Michel Houellebecq, escritor francês
- Friedrich Kittler[71],[72] historiador e teórico alemão
- Chris Kraus,[73] escritora americana
- Claude Lanzmann[74][75],[76] escritor e cineasta francês
- Sylvère Lotringer[77],[78] filósofo  francês
- Catherine Malabou,[79] filósofo  francês
- Lev Manovich,[80] escritor americano
- Colum McCann,[81] escritor irlandês
- Carl Mitcham,[82] filósofo
- Jean-Luc Nancy[7],[83] filósofo  francês
- François Noudelmann[84],[85] filósofo  francês
- Jacques Rancière[86][87][88][89],[90] filósofo  francês
- Avital Ronell[21][91][92][93][94],[95] filósofa americana
- Volker Schlöndorff,[96] cineasta alemão
- Elia Suleiman,[97] realizador, roteirista e ator palestino
- Bruce Sterling,[98] autor americano
- Michael Taussig[99],[100] antropólogo
- Margarethe von Trotta[101],[102] atriz, realizadora e roteirista alemã
- Agnès Varda[103],[104] fotógrafa e cineasta francesa
- Paul Virilio[105][106],[107] urbanista e ensaísta francês
- Krzysztof Zanussi[108],[109] realizador, roteirista e produtor polonês
- Slavoj Žižek[14][16][110][111][112][113][114][115][116][117][118][119],[120] psicanalista e ensaísta
- Alenka Zupančič [121][122],[123] filósofo